# Record du monde du triple saut
Pour un article plus général, voir Records du monde d'athlétisme.
Les records du monde du triple saut sont actuellement détenus par le Britannique Jonathan Edwards, auteur de 18,29 m le 7 août 1995 en finale des championnats du monde de Göteborg, en Suède, et par la Vénézuélienne Yulimar Rojas qui atteint la marque de 15,74 m, le 20 mars 2022 lors des championnats du monde en salle à Belgrade.
Le premier record du monde du triple saut homologué par World Athletics est celui de l'Américain Dan Ahearn en 1911 avec la marque de 15,52 m. Le Japonais Naoto Tajima est le premier athlète à dépasser officiellement la barrière des 16 mètres (en 1936), le Polonais Józef Szmidt celle des 17 mètres (en 1960) et Jonathan Edwards celle des 18 mètres (en 1995). Le premier record mondial féminin est établi en 1990 par la Chinoise Li Huirong avec 14,54 m. La Russe Anna Biryukova est la première triple-sauteuse au-delà des 15 mètres (en 1993).
Les records du monde en salle sont détenus par le Burkinabé Hugues Fabrice Zango (18,07 m le 16 janvier 2021 à Aubière) et par Yulimar Rojas (15,74 m le 20 mars 2022 à Belgrade).

## Record du monde masculin

### Premiers records
Le premier record du monde masculin du triple saut homologué par l'IAAF est établi le 30 mai 1911 à New York par l'Américain Dan Ahearn avec la marque de 15,52 m, performance égalée le 12 juillet 1924 (15,525 m) en finale des Jeux olympiques, à Paris, par l'Australien Nick Winter (15,525 m).
Le 27 octobre 1931, le Japonais Mikio Oda, titré lors des Jeux olympiques de 1928, améliore de 6 cm le record du monde en atteignant 15,58 m à Tokyo, avant que son compatriote Chūhei Nanbu ne porte ce record à 15,72 m à l'occasion de sa victoire aux Jeux olympiques de 1932, à Los Angeles. 
Le 14 décembre 1935, à Sydney, l'Australien Jack Metcalfe ajoute 6 cm au record du monde de Nanbu avec 15,78 m. Au cours des Jeux olympiques de 1936, à Berlin, le Japonais Naoto Tajima devient le premier athlète à atteindre les seize mètres au triple saut en devenant champion olympique avec la marque de 16,00 m juste, aidé par un vent favorable de 2 m/s. Ce record reste inégalé durant quatorze années.

### Józef Schmidt au-delà des dix-sept mètres

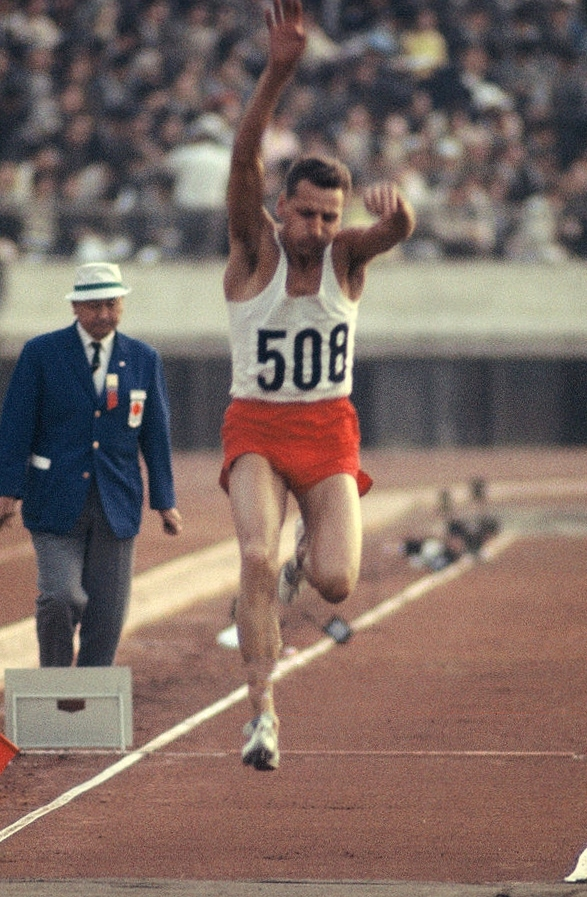
Józef Szmidt, premier athlète à plus de 17 mètres.

Le 3 décembre 1950, à São Paulo, le Brésilien Adhemar da Silva améliore de plus de 70 cm son record personnel et égale le record du monde de Naoto Tajima avec 16,00 m. Il améliore trois fois successivement le record du monde en établissant les marques de 16,01 m le 30 septembre 1951 à Rio de Janeiro, avant d'atteindre 16,12 m et 16,22 m le 23 juillet 1952 à Helsinki en finale des Jeux olympiques. 
Le 19 juillet 1953, le Soviétique Leonid Shcherbakov, détenteur du record d'Europe avec 15,98 m, améliore d'un centimètre le record du monde du Brésilien en réalisant un triple-bond à 16,23 m à Moscou.
Le 26 mars 1955, au cours des Jeux panaméricains de Mexico, en altitude, Adhemar da Silva devient le nouveau détenteur du record mondial avec la marque de 16,56 m, améliorant de 33 cm le record de Shcherbakov. Le 19 juillet 1958, à Moscou, le Soviétique Oleg Ryakhovskiy fixe le record du monde à 16,59 m, performance améliorée de 11 cm le 3 mai 1959 à Naltchik par son compatriote Oleg Fedoseyev qui franchit 16,70 m. 
Le 5 août 1960, le Polonais Józef Szmidt, champion olympique en 1960 et 1964 et champion d'Europe en 1958 et 1962, améliore de 33 cm le record et devient le premier athlète à atteindre la limite des dix-sept mètres en établissant la marque de 17,03 m à Olsztyn en Pologne. À partir de 1967, la création de pistes en matière synthétiques offre de réels avantages pour les triple-sauteurs, en réduisant sensiblement la phase d'amortissement tout en améliorant l'appel.

### Pluie de records à Mexico

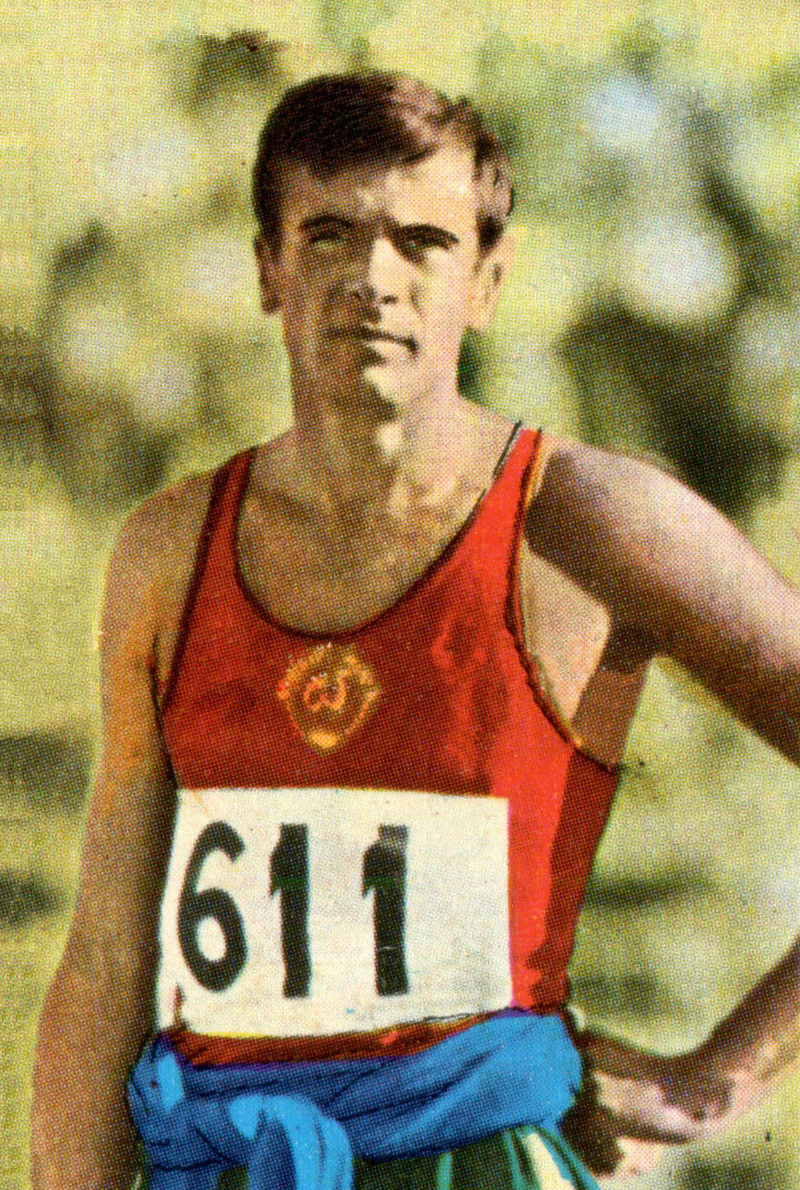
Viktor Saneïev améliore à trois reprises le record du monde de 1968 à 1972.

Lors des Jeux olympiques de 1968, qui se disputent à 2 300 m d'altitude, à Mexico, au Stade olympique disposant d'une piste en polyuréthane, cinq records du monde sont battus. Le 16 octobre 1968, lors des qualifications, l'Italien Giuseppe Gentile atteint par vent nul la marque de 17,10 m et améliore de 7 cm le record du monde de Józef Schmidt. Le lendemain, en finale, à sa première tentative, l'Italien porte son record à 17,22 m, avant que Viktor Saneïev n'améliore d'un centimètre le record du monde de Gentile avec 17,23 m (+2,0 m/s), réussi à son troisième essai. Puis, le Brésilien Nelson Prudêncio ajoute 5 cm au record du monde du Soviétique en établissant la marque de 17,27 m au cinquième essai (+ 2,0 m/s). Enfin, à son sixième et dernier essai, Viktor Saneïev établit le quatrième record du monde de la journée, son deuxième personnel, en atteignant la marque de 17,39 m, bénéficiant là-encore d'un vent favorable de 2,0 m/s. Entre le début et la fin du concours le record du monde a pris en tout 36 cm.
Le record du monde de Viktor Saneïev est amélioré d'un centimètre le 5 août 1971 par le Cubain Pedro Pérez qui franchit 17,40 m à l'occasion de sa victoire aux Jeux panaméricains de 1971 se déroulant à Cali, également en altitude. Le 17 octobre 1972, Viktor Saneïev reprend le record du monde du Cubain en atteignant la marque de 17,44 m à Soukhoumi en URSS, ville située au niveau de la mer.
Ce record est amélioré de 45 cm trois ans plus tard, le 15 octobre 1975 à Mexico lors des Jeux panaméricains, par le Brésilien João Carlos de Oliveira qui réalise la performance de 17,89 m en finale.
Dix ans plus tard, le 16 juin 1985 au cours des championnats des États-Unis, l'Américain Willie Banks se rapproche de la ligne des dix-huit mètres et bat le record du monde de João Carlos de Oliveira en établissant un triple-bond à 17,97 m, aidé par un vent favorable de 1,5 m/s.

### Jonathan Edwards et les dix-huit mètres

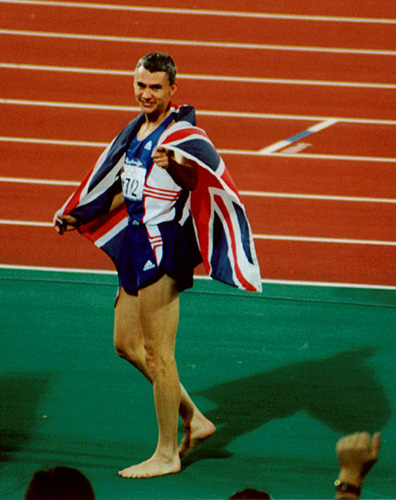
Jonathan Edwards, détenteur depuis 1995 du record du monde masculin du triple saut.

Le 25 juin 1995, le Britannique Jonathan Edwards réalise le plus long triple saut jamais enregistré, en retombant à 18,43 m, lors de la coupe d'Europe à Villeneuve-d'Ascq, près de Lille. Malheureusement le vent est trop fort pour homologuer le record (+ 2,4 m/s). Un second saut à 18,39 m ne sera pas validé pour les mêmes raisons. Le 18 juillet 1995, Jonathan Edwards confirme sa grande forme du moment et s'approprie le record du monde, en améliorant d'un centimètre la marque de Willie Banks. Il franchit 17,98 m (+ 1,8 m/s) à Salamanque, en Espagne. Mais les dix-huit mètres homologués lui résistent toujours.
Le 7 août 1995, en finale des championnats du monde de Göteborg, en Suède, Jonathan Edwards devient enfin le premier athlète au monde à dépasser, dans des limites légales, la limite des dix-huit mètres au triple saut en établissant deux records du monde successifs : 18,16 m à son premier essai, puis 18,29 m lors de l'essai suivant, malgré un dernier appui à une dizaine de centimètres de la planche d'appel (+ 1,3 m/s pour les deux sauts).
Depuis, plusieurs athlètes ont dépassé la limite des 18 mètres en plein air sans toutefois parvenir à améliorer le record du monde de Jonathan Edwards : l'Américain Kenny Harrison qui remporte le titre olympique en 1996 à Atlanta avec un saut à 18,09 m, le Français Teddy Tamgho, champion du monde en 2013 avec un saut à 18,04 m, le Portugais Pedro Pichardo qui réalise 18,08 m en 2015, ou encore les Américains Christian Taylor (18,21 m en 2015 et 18,11 m en 2017) et Will Claye (18,14 m en 2019). En salle, le Burkinabé Hugues Fabrice Zango est le seul athlète à avoir dépassé les 18 mètres (18,07 m en 2021).

### Progression du record du monde
27 records du monde masculins ont été ratifiés par l'IAAF.
| Marque    | Vent (m/s) | Athlète                 | Date              | Lieu           |
| --------- | ---------- | ----------------------- | ----------------- | -------------- |
| 15,52 m   |            | Dan Ahearn              | 30 mai 1911       | New York       |
| 15,52 m   |            | Nick Winter             | 12 juillet 1924   | Paris          |
| 15,58 m   |            | Mikio Oda               | 27 octobre 1931   | Tokyo          |
| 15,72 m   |            | Chuhei Nambu            | 14 août 1932      | Los Angeles    |
| 15,78 m   |            | Jack Metcalfe           | 14 décembre 1935  | Sydney         |
| 16,00 m   | + 0,6      | Naoto Tajima            | 6 août 1936       | Berlin         |
| 16,00 m   | + 1,6      | Adhemar da Silva        | 3 décembre 1950   | São Paulo      |
| 16,01 m   | + 1,2      | Adhemar da Silva        | 30 septembre 1951 | Rio de Janeiro |
| 16,12 m   |            | Adhemar da Silva        | 23 juillet 1952   | Helsinki       |
| 16,22 m   |            | Adhemar da Silva        | 23 juillet 1952   | Helsinki       |
| 16,23 m   | + 1,5      | Leonid Serbakov         | 19 juillet 1953   | Moscou         |
| 16,56 m A | + 0,2      | Adhemar da Silva        | 16 mars 1955      | Mexico         |
| 16,59 m   | + 1,0      | Oleg Ryakhovskiy        | 28 juillet 1958   | Moscou         |
| 16,70 m   | + 0,0      | Oleg Fedoseyev          | 3 mai 1959        | Naltchik       |
| 17,03 m   | + 1,0      | Józef Schmidt           | 5 août 1960       | Olsztyn        |
| 17,10 m A | + 0,0      | Giuseppe Gentile        | 16 octobre 1968   | Mexico         |
| 17,22 m A | + 0,0      | Giuseppe Gentile        | 17 octobre 1968   | Mexico         |
| 17,23 m A | + 2,0      | Viktor Saneïev          | 17 octobre 1968   | Mexico         |
| 17,27 m A | + 2,0      | Nelson Prudencio        | 17 octobre 1968   | Mexico         |
| 17,39 m A | + 2,0      | Viktor Saneïev          | 17 octobre 1968   | Mexico         |
| 17,40 m A | + 0,4      | Pedro Pérez             | 5 août 1971       | Cali           |
| 17,44 m   | - 0,5      | Viktor Saneïev          | 17 octobre 1972   | Sukhumi        |
| 17,89 m A | + 0,0      | João Carlos de Oliveira | 15 octobre 1975   | Mexico         |
| 17,97 m   | + 1,5      | Willie Banks            | 16 juin 1985      | Indianapolis   |
| 17,98 m   | + 1,8      | Jonathan Edwards        | 18 juillet 1995   | Salamanque     |
| 18,16 m   | + 1,3      | Jonathan Edwards        | 7 août 1995       | Göteborg       |
| 18,29 m   | + 1,3      | Jonathan Edwards        | 7 août 1995       | Göteborg       |

## Record du monde féminin

### Inessa Kravets durant 26 ans

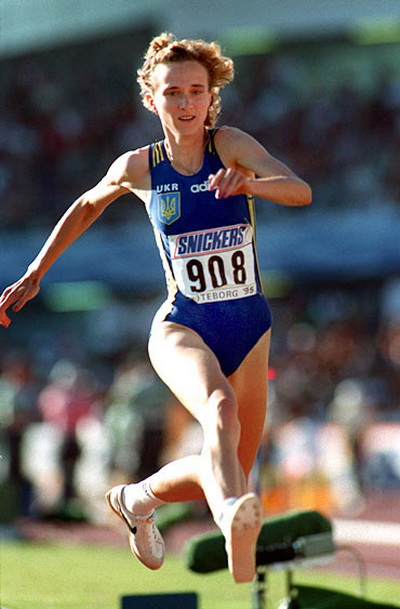
Inessa Kravets, détentrice du record du monde de 1995 à 2021.

Le premier record du monde du triple saut féminin homologué par l'IAAF est celui de la Chinoise Li Huirong qui établit la marque de 14,54 m le 25 août 1990 à Sapporo. L'année suivante, la Soviétique Inessa Kravets améliore de près de 41 cm la performance de la Chinoise en atteignant la marque de 14,95 m à Moscou. 
Le 18 juin 1993, toujours à Moscou, la Russe Yolanda Chen porte le record du monde à 14,97 m.
Discipline à part entière du programme athlétique, le triple saut féminin fait son entrée aux championnats du monde de 1993 à Stuttgart, compétition durant laquelle la Russe Anna Biryukova devient, le 21 août 1993, la première athlète féminine à dépasser la limite des quinze mètres en établissant un nouveau record du monde avec 15,09 m. 
Le 10 août 1995, en finale des championnats du monde, à Göteborg, l'Ukrainienne Inessa Kravets devient la nouvelle détentrice du record du monde du triple saut en améliorant de 41 cm l'ancienne meilleure marque mondiale d'Anna Biryukova avec un saut à 15,50 m. Depuis, plusieurs athlètes se sont rapprochées du record du monde d'Inessa Kravets, parmi-elles figurent la Camerounaise Françoise Mbango Etone (15,39 m en 2008) et la Russe Tatyana Lebedeva (15,34 m en 2004).

### Yulimar Rojas depuis 2021
Le record du monde d'Inessa Kravets n'est amélioré que 26 ans plus tard, le 1er août 2021 en finale des Jeux olympiques de Tokyo par la Vénézuélienne Yulimar Rojas qui établit la marque de 15,67 m à son dernier essai, pulvérisant de 17 cm la marque de l'Ukrainienne.
Le 20 mars 2022, lors des championnats du monde en salle à Belgrade, Yulimar Rojas améliore de 7 cm son propre record du monde en atteignant la marque de 15,74 m à son sixième et dernier essai. Cette performance est établie en salle mais est considérée depuis les changements de la règle 260.18a de l'IAAF en 2000 comme l'actuel record du monde, plein air et salle confondus.

### Progression
7 records du monde féminins ont été ratifiés par l'IAAF.
| Marque      | Vent (m/s) | Athlète        | Date          | Lieu      |
| ----------- | ---------- | -------------- | ------------- | --------- |
| 14,54 m     | + 1,1      | Li Huirong     | 25 août 1990  | Sapporo   |
| 14,95 m     | - 0,2      | Inessa Kravets | 10 juin 1991  | Moscou    |
| 14,97 m     | + 0,9      | Yolanda Chen   | 18 juin 1993  | Moscou    |
| 15,09 m     | + 0,5      | Anna Biryukova | 21 août 1993  | Stuttgart |
| 15,50 m     | +0,9       | Inessa Kravets | 10 août 1995  | Göteborg  |
| 15,67 m     | +0,7       | Yulimar Rojas  | 1er août 2021 | Tokyo     |
| 15,74 m (i) | -          | Yulimar Rojas  | 20 mars 2022  | Belgrade  |

## Records du monde en salle
Les premiers records du monde en salle du triple saut sont homologués par l'IAAF en 1987 pour les hommes et en 1990 pour les femmes.

### Hommes

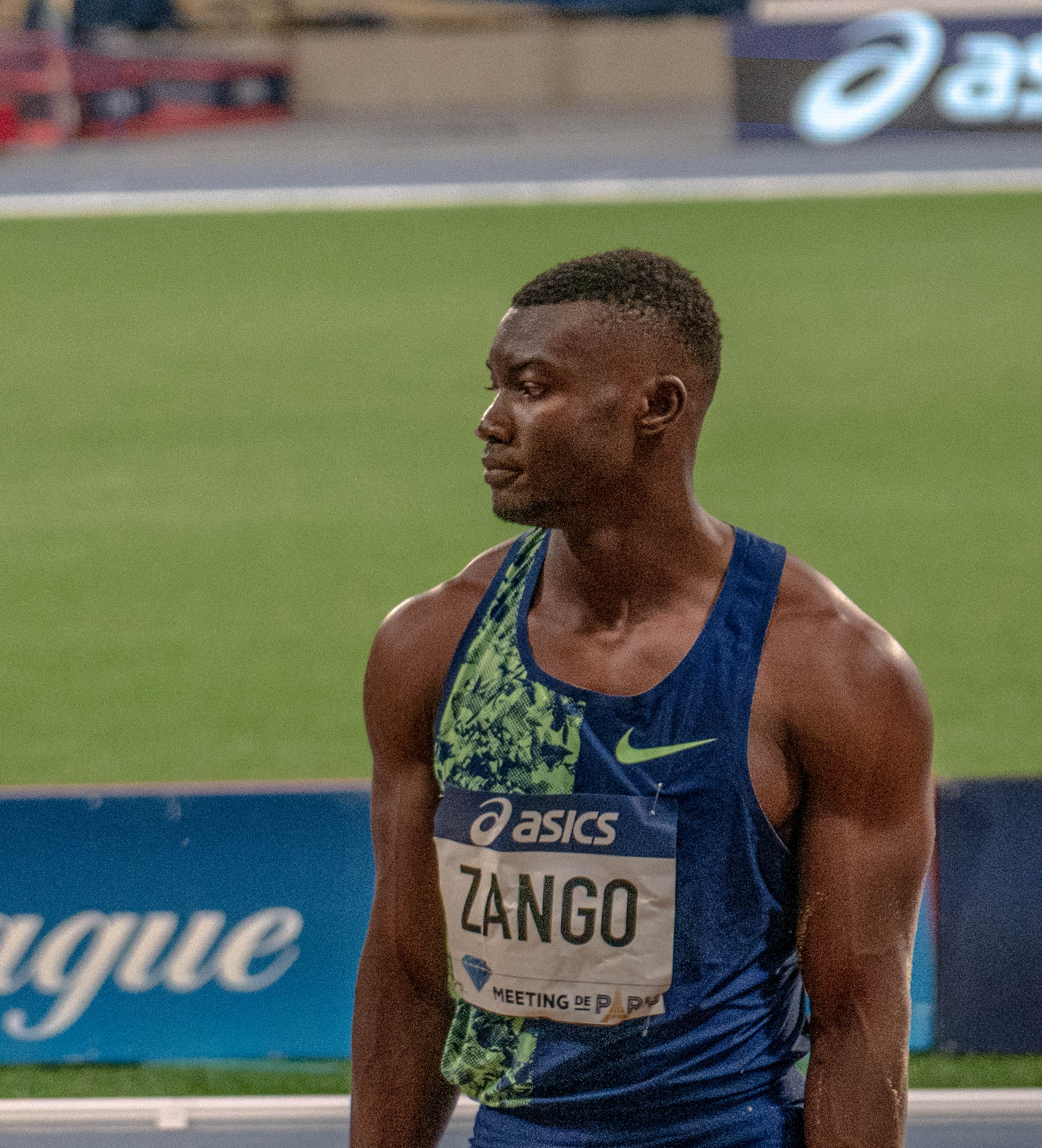
Hugues Fabrice Zango, détenteur du record du monde en salle.

9 records du monde en salle masculins ont été ratifiés par l'IAAF.
| Marque   | Athlète              | Date            | Lieu         |
| -------- | -------------------- | --------------- | ------------ |
| 17,76 m  | Mike Conley          | 27 février 1987 | New York     |
| 17,77 m  | Leonid Voloshin      | 6 février 1994  | Grenoble     |
| 17,83 m  | Aliecer Urrutia      | 1er mars 1997   | Sindelfingen |
| 17,83 m  | Christian Olsson     | 7 mars 2004     | Budapest     |
| 17,90 m  | Teddy Tamgho         | 14 mars 2010    | Doha         |
| 17,91 m  | Teddy Tamgho         | 20 février 2011 | Aubière      |
| 17,92 m  | Teddy Tamgho         | 6 mars 2011     | Paris        |
| 17,92 m  | Teddy Tamgho         | 6 mars 2011     | Paris        |
| 18,07 m, | Hugues Fabrice Zango | 16 janvier 2021 | Aubière      |

### Femmes

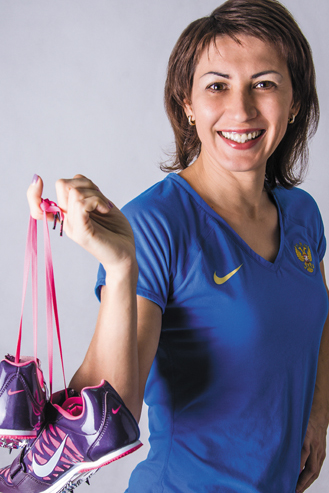
Tatyana Lebedeva détenait le record du monde en salle féminin de 2004 à 2020.

16 records du monde en salle féminins ont été ratifiés par l'IAAF.
| Marque  | Athlète            | Date            | Lieu      |
| ------- | ------------------ | --------------- | --------- |
| 14,14 m | Galina Chistyakova | 4 mars 1990     | Glasgow   |
| 14,30 m | Inessa Kravets     | 9 mars 1991     | Séville   |
| 14,39 m | Inessa Kravets     | 9 mars 1991     | Séville   |
| 14,44 m | Inessa Kravets     | 9 mars 1991     | Séville   |
| 14,46 m | Yolanda Chen       | 28 février 1993 | Moscou    |
| 14,47 m | Inessa Kravets     | 14 mars 1993    | Toronto   |
| 14,61 m | Inna Lasovskaya    | 14 janvier 1994 | Moscou    |
| 14,78 m | Inna Lasovskaya    | 27 janvier 1994 | Moscou    |
| 14,90 m | Inna Lasovskaya    | 13 février 1994 | Liévin    |
| 15,03 m | Yolanda Chen       | 11 mars 1995    | Barcelone |
| 15,16 m | Ashia Hansen       | 28 février 1998 | Valence   |
| 15,16 m | Tatyana Lebedeva   | 6 mars 2004     | Budapest  |
| 15,25 m | Tatyana Lebedeva   | 6 mars 2004     | Budapest  |
| 15,36 m | Tatyana Lebedeva   | 6 mars 2004     | Budapest  |
| 15,43 m | Yulimar Rojas      | 21 février 2020 | Madrid    |
| 15,74 m | Yulimar Rojas      | 20 mars 2022    | Belgrade  |

## Autres catégories d'âge
Les records du monde juniors du triple saut sont actuellement détenus par le Jamaïcain Jaydon Hibbert, auteur de 17,87 m le 13 mai 2023 à Baton Rouge, et par la Bulgare Teresa Marinova, créditée de 14,62 m le 25 août 1996 à Sydney. Les records du monde juniors en salle sont détenus par le Jamaïcain Jaydon Hibbert avec 17,54 m (2023) et par la Chinoise Ren Ruiping avec 14,37 m (1995).
Les meilleures performances mondiales cadets sont la propriété du Cubain Jordan Díaz (17,41 m le 8 juin 2018 à La Havane) et de la Chinoise Huang Qiuyan (14,57 m le 19 octobre 1997 à Shanghai).
| Record                               | Athlète        | Marque  | Date         | Lieu        |
| ------------------------------------ | -------------- | ------- | ------------ | ----------- |
| Record du monde junior               | Jaydon Hibbert | 17,87 m | 13 mai 2023  | Baton Rouge |
| Record du monde junior en salle      | Jaydon Hibbert | 17,54 m | 11 mars 2023 | Albuquerque |
| Meilleure performance mondiale cadet | Jordan Díaz    | 17,41 m | 8 juin 2018  | La Havane   |

| Record                               | Athlète         | marque  | Date            | Lieu      |
| ------------------------------------ | --------------- | ------- | --------------- | --------- |
| Record du monde junior               | Tereza Marinova | 14,62 m | 25 août 1996    | Sydney    |
| Record du monde junior en salle      | Ruiping Ren     | 14,37 m | 11 mars 1995    | Barcelone |
| Meilleure performance mondiale cadet | Huang Qiuyan    | 14,57 m | 19 octobre 1997 | Shanghai  |